# カハルルィーク隕石
カハルルィーク隕石（カハルルィークいんせき、Kagarlyk meteorite）は、1908年6月30日にロシア帝国領ウクライナのキーウから約200キロメートル南の村、カガルルィーク（現カハルルィーク市）に落下した隕石である。隕石の落下はツングースカ大爆発の5時間後で、落下位置はツングースカの爆心地から経度差にして71度、すなわち地球が5時間で自転する距離に等しいので、ツングースカに飛来した隕石と同じ軌道を遅れて飛来した隕石であることも考えられている隕石である。
宇宙線照射年代は1620万年で、重量1.886キログラムのL6型のコンドライトである。